# 葡萄牙的瑪麗亞 (維塞烏女公爵)
葡萄牙的瑪麗亞（葡萄牙語：Maria de Portugal，1521年6月18日—1577年10月10日），維塞烏女公爵，葡萄牙國王曼紐一世的女兒。
儘管曾先後被考慮作為法國的法蘭索瓦、英國的亨利八世、西班牙的腓力二世、奧地利的馬克西米利安和薩伏依公爵卡洛三世的婚姻人選，瑪麗亞最終保持未婚。1577年瑪麗亞於里斯本去世，享年56歲。